# The Lord of Steel
The Lord of Steel (рус. «Повелитель Стали») — одиннадцатый студийный альбом рок-группы Manowar. Цифровая версия Hammer Edition альбома вышла 16 июня 2012 года. 19 октября вышла CD-версия, песни которой отличаются от Hammer Edition мастерингом и сведением, а обложка выполнена Кеном Келли, рисовавшим обложки для предыдущих альбомов группы, также была добавлена песня «The Kingdom of Steel» и 24-страничный буклет.

## Об альбоме
В отличие от предыдущего альбома, Lord of Steel не является концептуальным.
Песня «El Gringo» используется в одноименном фильме в качестве заглавной темы.
Текст песни «Expendable» вдохновлен фильмом «Неудержимые» (англ. Expendables).
В качестве ударника выступил Донни Хамзик, с которым группа записала дебютный альбом Battle Hymns 1982 года, а также его переиздание 2010 года — Battle Hymns MMXI.
Текст песни «Hail, Kill And Die» составлен из названий самых популярных песен группы Manowar из предыдущих альбомов.

## Список композиций
Слова и музыка всех песен — Джоуи Де Майо, кроме указанных.
| №                   | Название                                      | Длительность |
| ------------------- | --------------------------------------------- | ------------ |
| 1.                  | «The Lord Of Steel»                           | 4:07         |
| 2.                  | «Manowarriors»                                | 4:46         |
| 3.                  | «Born In A Grave» (Джоуи Де Майо, Карл Логан) | 5:47         |
| 4.                  | «Righteous Glory» (Джоуи Де Майо, Карл Логан) | 6:10         |
| 5.                  | «Touch The Sky»                               | 3:49         |
| 6.                  | «Black List»                                  | 6:58         |
| 7.                  | «Expendable»                                  | 3:10         |
| 8.                  | «El Gringo»                                   | 4:57         |
| 9.                  | «Annihilation»                                | 4:00         |
| 10.                 | «Hail, Kill And Die»                          | 3:56         |
| Общая длительность: | Общая длительность:                           | 47:40        |

Слова и музыка всех песен — Джоуи Де Майо, кроме указанных.
| №                   | Название                                      | Длительность |
| ------------------- | --------------------------------------------- | ------------ |
| 1.                  | «The Lord Of Steel»                           | 4:05         |
| 2.                  | «Manowarriors»                                | 4:30         |
| 3.                  | «Born In A Grave» (Джоуи Де Майо, Карл Логан) | 5:00         |
| 4.                  | «Righteous Glory» (Джоуи Де Майо, Карл Логан) | 5:45         |
| 5.                  | «Touch The Sky»                               | 3:46         |
| 6.                  | «Black List»                                  | 6:42         |
| 7.                  | «Expendable»                                  | 3:09         |
| 8.                  | «El Gringo»                                   | 6:53         |
| 9.                  | «Annihilation»                                | 3:55         |
| 10.                 | «Hail, Kill And Die»                          | 3:55         |
| 11.                 | «The Kingdom of Steel»                        | 7:20         |
| Общая длительность: | Общая длительность:                           | 55:03        |

## Участники записи
Manowar
- Эрик Адамс — вокал;
- Джоуи Де Майо — бас-гитары, клавишные;
- Карл Логан — гитара, клавишные;
- Донни Хамзик — ударные, перкуссия.

Приглашённые/сессионные музыканты
- Джо Розлер — клавишные
- Франциско Паломо — клавишные на El Gringo

Техническая команда
- Джоуи Де Майо — инжиниринг, запись, монтаж, продакшн
- Рональд Прэнт — сведение (в Wisseloord Studios)
- Дарси Пропер — мастеринг (в Wisseloord Studios)
- Дирк Клойбер — дополнительный инжиниринг и монтаж (в Haus Wahnfried)
- Франциско Паломо — дополнительный монтаж